# Дзюбан Юрій Іванович
Юрій Іванович Дзюбан (11 березня 1960, с. Боричівка, Україна — 26 листопада 2021, Україна) — український підприємець, громадський діяч. Депутат Теребовлянської районної та Тернопільської обласної (2015) рад. Голова Теребовлянської РДА (2010—2011).

## Життєпис
Юрій Дзюбан народився 11 березня 1960 року у селі Боричівці, нині Теребовлянської громади Тернопільського району Тернопільської области України.
Закінчив Тернопільський філіал (1982) Львівського політехнічного інституту (1982). Працював майстром (1984—1985), заступником директора з комерційних питань (1992—1995) на Теребовлянській фабриці ялинкових прикрас, в Теребовлянському райкомі комсомолу (1985—1991), головою правління ВАТ «Теребовлянська взуттєва фабрика» (1995—1997), заступником голови Теребовлянської РДА (1997—1998), заступником начальника управління промисловості Тернопільської ОДА (1998—2000), головою правління ВАТ «Тернопільська фабрика ялинкових прикрас» (2000—2003), директором (2003), заступником директора (2012—2015) ТОВ «Орбітал», очільником Теребовлянської РДА (2010—2011), ФОПом (2015—2021), заступником Теребовлянського міського голови (2021).
У 1982—1984 роках проходив військову службу.
Помер 26 листопада 2021 року.